# マオマオ ピュアハートのヒーロー
『マオマオ ピュアハートのヒーロー』（Mao Mao: Heroes of Pure Heart）は、アメリカ合衆国のテレビアニメ。2019年にアメリカのカートゥーン ネットワークで放送開始。日本では2020年4月5日から放送開始。

## 概要
本作品は2014年にパーカー・シモンズによって製作された「I Love You Mao Mao (teaser)」を元に製作されているシリーズで、同作はTitmouse, Inc.の”5-Second Day”へ投稿するために製作されたものだった。その後Cartoon Network StudiosとTitmouseの共同制作によってTVシリーズとして放送が開始された。ただし、シーズン2はラフ画の公開のみにとどまり、「宣言されたにもかかわらず制作されていない」状況であり、これはカートゥーンネットワークスタジオの閉鎖などの影響が絡んだことが原因と思われる。
登場するキャラクターはすべて何かしらの擬人化された（もしくは擬人化されていない）動物である。

### 日本との繋がり
作品の中では日本に関連した物が多く見受けられる。バジャークロップスが日本のアナグマがモデルであったり、マオマオの黒猫がモデルであったり、その他にもピュアハートバレーには日本料理店が存在している。
また、パーカー・シモンズは2015年に日本語で歌ったマオマオの絵かき歌「Mao Mao Drawing Song - MAO MAO 絵かき 歌」を投稿している。

## あらすじ
伝説のヒーローになるために悪者退治を続けていたマオマオと、その相棒のバジャークロップスはある日、スカイパイレーツと呼ばれる飛行船に乗った海賊を倒すため船に乗り込む。しかし、一連の戦いの結果マオマオは自身の乗っていたフライングバイクを巨大なハートの形をした宝石、「ルビー・ピュアハート」に衝突させてしまう。宝石の真下に位置しているスイートパイ達が暮らす王国、「ピュアハートバレー」は長い間ルビーピュアハートによって外敵から守られていたが、バイクの衝突が原因でその加護を受けられなくなってしまう。責任を感じたマオマオは王国の保安官を名乗り出る。加えて、相棒のバジャークロップス、マオマオに憧れるスイートパイのアドラバットの3人で、日々迫る数々の危機に立ち向かっていく。

## 世界観
中世ヨーロッパを思い出させるような街並みをしているが、作中では自動車、テレビ、ラジオといったものからスマートフォンに至るまで現代の電子機器を見ることが出来る。また、魔法の概念がある。
ピュアハートバレーには消防署と警察（現在はマオマオたちが務める）が存在しないが、病院や学校は存在している。王国には保険制度がり、社会保障番号も発行されている。

## 登場人物

### ヒーロー達
マオマオ（Mao Mao）
声 - 鈴木達央
本作品のメインキャラクター。ピュアハートバレーの保安官を務めるヒーロー。見た目は黒猫。常に赤いマントを羽織っており、腰にGeraldinという金色の刀を装備している。瞳の色は緑色でヒゲは両方サイドについているが描画されるときは左右どちらかのワンセットのみが描かれる。以前は長い尻尾を持っていたが、冒険の途中石に挟まって失ってしまう。現在は非常に短い尻尾になっているが作品において描画されることはほとんどない。かつては緑色のマントを羽織っていた。ラブリバット曰く「おじさん」。
とても活発で外向的な性格をしており、常に冒険や困ってる人を探している。性格的にドライな部分があるが、その根底は正義にあふれておりどんな人でも必ず救うという強い意志がある。しかし、「自分は完璧なヒーローでありたい」というエゴが強く、ちょくちょく空回りする。
また作中で5人の姉が存在することが明らかになっている。
幼少期にネグレクトを受け、それが現在の言動に影響を与えている。事情を知ったブルーはマオマオのセラピーを行うようになった。
彼の名前はマオマオであるが、苗字がマオであるため、本名は「マオマオ マオ」になる。
英語版Mao Maoにおいては声優をディレクター兼ライターのParker Simmonsが務める。
バジャークロップス（Badgerclops）
声 - 木村昴
本作品におけるサイドキック。種族は日本のアナグマ。理由は明らかにされていないが、ある時点で左目と右腕を失ってしまう。ロボットアームは伸縮自在でかなりの長さまで伸ばすことができる。また、スイッチにより先端を変えることが可能。主な装備としてはロケット砲、ブレードカッターなどがある。
性格はマイペースで大食い、動くことを極力避けておりマオマオとは対照的である。暴走するマオマオに対して冷静な助言をすることがあるが、大抵は無視されてしまう。
機械に強く様々なメカや装備品を作ることできる、マオマオの愛機であるフライングバイクの整備も彼が行っている。
ラブリバット（Adorabat）
声 - 引坂理絵
青いコウモリの女の子、5歳。
ピュアハートバレーの住人で平和が続く街で何か刺激的なことが起こらないかと期待していたところマオマオと出会う。マオマオの戦闘を見て自分もヒーローになりたいと懇願し、チームに入れてもらう。
戦闘能力はさほど高くないが、俊敏に空を飛び敵をかく乱させるなどの戦闘スタイルをとっている。
理由は明らかにされていないが、右足を失っており常に金色の義足を身に着けている。
マオマオのことを尊敬しており、自分もマオマオのようなヒーローになりたいと日々邁進している。
英語版での名前は「Adorabat」。これは愛らしいという意味の「adorable」とコウモリの「bat」を掛け合わせたもの。
普段は描画されていないが、顔の真ん中にハートマークをした鼻がある。　　　　　　　　　　　　　
実は、家出少女である。

### ピュアハートバレーの住人（Sweetypies）
作中ではスイートパイと呼ばれる彼らは基本的に楽観的で穏やかな性格をしている。また、疑うことを知らないため、すぐに騙されたりトラブルに巻き込まれたりする。
王様（King Snugglemane the 25th）
声 - 太田哲治

### 悪者たち
オラウースネーク（Orangusnake）
声 - 山本高広
本作のカートゥーン ネットワーク・ヴィランズ。コブラとオランウータンの合成サイボーグ。
ラマラフ（Ramaraffe）
声 -
キリンのサイボーグ。
ボス・ホストリッチ（Boss Hosstrich）
声 -
ダチョウのサイボーグ。
チューメラン（Ratarang）
声 -
ネズミのサイボーグ。

## 各話リスト
| 話数 | サブタイトル                 | 原題                     | 放送日        | 放送日         |
| ---- | ---------------------------- | ------------------------ | ------------- | -------------- |
| 1    | ようこそ!マオマオ            | I Love You Mao Mao       | 2019年 7月1日 | 2020年 4月5日  |
| 2    | カンペキな冒険               | Perfect Adventure        | 2019年 7月1日 | 2020年 4月5日  |
| 3    | 近道はナシ!                  | No Shortcuts             | 7月8日        | 2020年 4月5日  |
| 4    | ウルトラクロップス           | Ultraclops               | 7月8日        | 2020年 4月5日  |
| 5    | 消えたフライング・バイク     | Mao Mao's Bike Adventure | 7月15日       | 2020年 4月5日  |
| 6    | マオマオとバジャーの大ゲンカ | Breakup                  | 7月15日       | 2020年 4月5日  |
| 7    | マオマオはスゴくない!?       | Not Impressed            | 7月22日       | 5月3日         |
| 8    | マネッコ・モンスター         | Enemy Mime               | 7月22日       | 5月3日         |
| 9    | ペテン師にご用心!            | Outfoxed                 | 7月29日       | 5月3日         |
| 10   | バオバオの復讐               | Bao Bao's Revenge        | 7月29日       | 5月3日         |
| 11   | めざせ 人気者!               | Popularity Conquest      | 8月5日        | 5月3日         |
| 12   | 風邪にご用心                 | Sick Mao                 | 8月5日        | 5月3日         |
| 13   | 指ずもう大会!                | Thumb War                | 8月12日       | 5月30日        |
| 14   | 伝説はひとりで作る!?         | All By Mao Self          | 8月12日       | 7月19日        |
| 15   | 王様、保安官になる!          | He's the Sheriff         | 8月19日       | 7月19日        |
| 16   | ボボちゃん                   | Bobo Chan                | 8月19日       | 10月4日        |
| 17   | 無敵のカタナ                 | Weapon of Choice         | 9月7日        | 10月11日       |
| 18   | トーバクローンって何!?       | Legend of the Torbaclaun | 9月7日        | 12月20日       |
| 19   | ターニャ・キー               | Meet Tanya Keys          | 9月7日        | 12月20日       |
| 20   | シンマオ登場!                | Small                    | 9月7日        | 12月20日       |
| 21   | ほんとはニオう!?             | The Truth Stinks         | 9月14日       | 2021年 4月3日  |
| 22   | 交換ごっこ                   | Trading Day              | 9月14日       | 2021年 4月3日  |
| 23   | 料理名人はどっち!?           | Head Chef                | 9月21日       | 4月10日        |
| 24   | オラウースネーク誕生秘話     | Orangusnake Begins       | 9月21日       | 4月10日        |
| 25   | 掟破りのフルーツパイ         | Sugar Berry Fever        | 9月28日       | 4月11日        |
| 26   | とらわれのバジャー           | Captured Clops           | 9月28日       | 4月11日        |
| 27   | 伝説の瞑想マスター           | Flyaway                  | 10月5日       | 4月17日        |
| 28   | バオバオは渡さない           | Baost in Show            | 10月5日       | 10月3日        |
| 29   | 王様の秘密                   | Fright Wig               | 10月12日      | 10月3日        |
| 30   | 隠れ家はソファ               | Sleeper Sofa             | 10月12日      | 10月3日        |
| 31   | 裸ん坊のマオマオ             | Mao Mao's Nakey          | 2020年 7月6日 | 10月3日        |
| 32   | 沈黙のミッション             | Lucky Ducky Mug          | 7月7日        | 10月3日        |
| 33   | ひとりぼっちのマオマオ       | Lonely Kid               | 7月8日        | 10月3日        |
| 34   | がんばれ!ラブリバット        | Try Hard                 | 7月9日        | 10月3日        |
| 35   | マオマオの怖いモノ           | Scared of Puppets        | 7月10日       | 10月3日        |
| 36   | カンペキなカップル           | The Perfect Couple       | 7月13日       | 2022年 2月22日 |
| 37   | ラブリのパパ登場!            | Adoradad                 | 7月14日       | 2022年 2月22日 |
| 38   | バジャーは天才発明家?!       | Badge-A-Fire Explosion   | 7月15日       | 2022年 2月22日 |
| 39   | 悪口を止めろ!                | Zing Your Heart Out      | 7月16日       | 2022年 2月22日 |
| 40   | アイツと入院!?               | Strange Bedfellows       | 7月17日       | 2022年 2月22日 |